# 片倉ブリザード
片倉ブリザード（かたくらブリザード）は、日本のお笑い芸人。グレープカンパニー所属。

## 人物
体重55 kg。BWHはそれぞれ85・74・91。足の大きさ25 cm。
趣味はおもちゃ集め（特撮ヒーローなど）、散歩。特技はけん玉、卓球。

## 来歴
NSC東京校14期出身。デビュー当初は同期の塩見悠介（元C・A・T、現在はピン芸人「塩見フリーダム」として活動）とコンビ「トイミュージック」を結成、2年ほどで解散した。その頃に「モノトーン」「ハレロック」といったコンビをそれぞれ1年で解散し、ピンで活動していた西原まんたと同期による飲み会で意気投合。『R-1ぐらんぷり2014』にて互いのネタの音響を手伝った経緯もあってか2015年、コンビ「なおよし」を組みボケを担当するも、M-1グランプリでは5年連続1回戦敗退に終わった。
2019年、なおよしを解散。西原は引退してYouTuberグループ「プリッとChannel」のメンバーとなり、片倉はピンとして活動を続け現在へ至る。
2020年、再び塩見とコンビ「さよならフォーエバー」としてM-1グランプリへ出場（1回戦敗退）。

## 芸風
リズムと小道具を融合させたネタを主に演じる。
代表的なネタは「ウーパールーパーソードマン」など。

## 出演
- お願い!ランキング（テレビ朝日）※コンビ時代[8]
- 勇者ああああ（テレビ東京）※コンビ時代[8]
- バクモン学園（テレビ朝日）※コンビ時代[8][9]
- THE 城攻め（日本テレビ）※コンビ時代[8]
- サンドウィッチマン永野のNo.1決めてみた（フジテレビオンデマンド）※コンビ時代[10]
- ブイ子のバズっちゃいな!（テレビ朝日）[11]
- そろそろ にちようチャップリン（テレビ東京）[11][12]
- ザ・ベストワン（TBSテレビ）[13]
- おもしろ荘2022年始スペシャル（日本テレビ）[14]
- ダウンタウンのガキの使いやあらへんで!（日本テレビ）- 2022年2月6日「山-1グランプリ」[15]